# Kalifornij
Kalifornij je kemijski element atomskog (rednog) broja 98 i atomske mase 252,08. U periodnom sustavu elemenata predstavlja ga simbol Cf.
Ime je dobio po američkoj saveznoj državi Kaliforniji.